# Henry Nwosu
Henry Nwosu (Estado de Imo, Nigeria, 14 de junio de 1963) es un exfutbolista y entrenador de fútbol de Nigeria que jugaba en la posición de centrocampista.

## Carrera

### Club
| Periodo   | Club                  |
| --------- | --------------------- |
| 1979-1985 | NNB FC                |
| 1985-1988 | ACB Lagos FC          |
| 1988-1990 | ASEC Mimosas          |
| 1990–1992 | Racing Club Bafoussam |
| 1992–1993 | ACB Lagos FC          |

### Selección nacional
Jugó para Nigeria en 60 ocasiones de 1980 a 1991 y anotó ocho goles; participó en dos ediciones de los Juegos Olímpicos y en cuatro ediciones de la Copa Africana de Naciones, siendo campeón en la edición de 1980 y nombrado en el equipo ideal en la edición de 1988.

### Entrenador
| Periodo   | Club              |
| --------- | ----------------- |
| 1997      | Ibom Stars FC     |
| 2008-2009 | Nigeria sub-17    |
| 2009-2013 | Union Bank FC     |
| 2013–2015 | Gateway United FC |

## Logros

### Club
- Liga Premier de Nigeria (1): 1985
- Primera División de Costa de Marfil (1): 1990
- Copa de Costa de Marfil (1): 1990
- Félix Houphouët-Boigny Cup (1): 1990
- Primera División de Camerún (1): 1992
- Campeonato de Clubes de la WAFU (): 1983, 1984, 1990

### Selección nacional
- Copa Africana de Naciones (1): 1980

### Individual
- Equipo Ideal de la Copa Africana de Naciones 1988.